# Dichromodes odontias
Dichromodes odontias är en fjärilsart som beskrevs av Edward Meyrick 1890. Dichromodes odontias ingår i släktet Dichromodes och familjen mätare. Inga underarter finns listade i Catalogue of Life.